# ぼ・ん・ど
『ぼ・ん・ど』は、あずまよしおによる日本の漫画作品。

## 概要
1997年、当時八神ひろきのアシスタントとして活動していた作者のあずまが、『月刊少年マガジン』（講談社刊）に投稿した読み切り作品「嘘じゃないもん」で第27回チャレンジ大賞奨励賞を受賞したことをきっかけに制作・同誌へ投稿した第3作目の作品（当時は「蒼い空の下で」のネームであった）で、あずまにとって連載デビュー作となる。
『月刊少年マガジン』1998年10月号から2007年10月号（サイドストーリーのうち3話は、『月刊少年マガジン増刊GREAT』1999年8月号、2000年1月号、および講談社オフィシャル同人誌『k-Dash』2003年夏第4号にそれぞれ掲載）まで連載されており、比較的息の長い連載であった。単行本は全9巻まで刊行されており、台湾や韓国でも発売されている。その他、2003年には講談社の通信販売においてキャラクターのグッズ化もされている。
作品タイトルの『ぼ・ん・ど』とは、英語の「Bond」（日本語で絆）を意味する。主人公であるペンギンのてんちゃんおよび飼い主の桜井一家を中心としたコメディー作品。原則1話読みきり（但し例外として、単行本3巻の30話・31話、4巻の41話・42話および45話・46話、5巻の49話・50話、6巻の71話・72話、9巻の106話・107話・108話はストーリーが繋がっている）。登場するキャラクターに共通する大きな特徴として、名字に樹木や植物あるいはその実などを表した漢字が、名前に魚の名前がそれぞれ使われており（但し人間のみ。人間のキャラクターでも文豪の名前をパロディー化したキャラクターも登場している）、新たなそれらのキャラクターが頻繁に登場するのも一つの特徴と言える。
舞台は埼玉県鷺沢市（架空の都市名）。キャラクター同様、登場する架空の町や地名等には一貫して鳥を表す漢字が使用されている。

## あらすじ
桜井家の父・鯵は、ある日の仕事帰りに露天でペンギンの剥製を買ってくる。しかし剥製だと思っていたそれは実は生きており、一家は絶句。その日からペンギンのいる生活が始まることになる。

## 登場人物
上記の通り、新たなキャラクターが頻繁に登場するため、本項では作品に2回以上登場したキャラクターのみを挙げる。

### 桜井家
てん
ペンギンの子供。種類はアデリーペンギン。
桜井香魚（さくらい あゆ）
桜井家の長女。14歳。市立鷹取中学の2年生。
桜井鯵（さくらい あじ）
香魚の父。38歳。
桜井柳葉魚（さくらい ししゃも）
香魚の母。32歳。主婦。

### 桜井家の親戚
梨島岩魚（なしじま いわな）
単行本1巻4話で初登場。柳葉魚の妹で、香魚にとっては叔母に当たる（香魚は岩魚姉ちゃんと呼んでいる）。27歳。キャリアウーマン（という設定だが、仕事をしているとみられる描写はない）。快活明朗な性格でサバサバしている。可愛いものにはついデコピンをしたくなる癖がある。単行本8巻92話では第2子を懐妊したことが明かされ、94話では無事男の子を出産した。
梨島𩸽（なしじま ほっけ）
単行本1巻4話で初登場。岩魚の娘。1歳。作者のあずまの姪をモデルに描かれた。
梨島鰯（なしじま いわし）
単行本6巻69話で初登場。岩魚の夫。31歳。飄々とした性格。記憶力がずば抜けて良く、テレビの料理番組のレシピをチラっと見た程度で完璧に再現できるほど。研究所勤務で、職業病なのか食品の分解や時間計測などの分析が好きで、岩魚の第2子出産に備えるために岩魚の日常行動を分析し、健康管理手帳を自作していた。岩魚とは大学サークルの合コンで知り合ったことから交際に発展し、結婚したことが明かされている。
瓜生チカ（うりゅう チカ）
単行本8巻88話で初登場。鯵の姪で、香魚にとっては従姉に当たる。18歳。福岡県飯塚市出身（88話で自分の住んでいるところは筑豊本線と後藤寺線があると言っており、2線が走る新飯塚駅が最寄と推測できる）のため、宗像弁で喋る。これはあずまが福岡県出身であることからこのような設定がされている。88話では大学（高田馬場へ大学の下見に行く描写があることから早稲田大学と推測できる）の推薦入試の受験のため一旦上京してきたが、後に合格し、単行本9巻97話では東京で一人暮らしを始めている。

### 文芸界の人物

#### 作家
柏木鯰（かしわぎ なまず）
単行本1巻6話で初登場。純文学作家で随筆家でもある。60歳前後。あずまによればタレントの大竹まことをモデルにしている。好物はフルーツポンチ。自宅では百恵ちゃんという鯉の他、青柳から譲り受けた三郎というワニを飼っている。妻は15年ほど前に死別している。滅多に他の作家を褒めないため、青柳のことを良く思っていないが、青柳の代表作である『女豹（おんなひょう）』シリーズが愛読書で、女豹フィギュアも集めるほど傾倒している。趣味は釣りと剣道で、日課として素振りを行っている。ベイブレードなど、流行のものも好き。デビュー以来文芸賞を受賞したことはなかったが、15年振りの長編小説『薫風』で梶原有三文学賞を綿瀬とW受賞した。
青柳魳（あおやぎ かます）
単行本3巻24話で初登場。小説家で代表作は『女豹』シリーズ。36歳。血液型B型。素はとぼけた性格をしているが、ハードボイルド作家として売れっ子になったため、読者のイメージを壊さないためにキャラを作っている。座右の銘は「弱肉強食」で、滅多なことでは動じない。単行本4巻45話ではてんに触発されてリーサルを飼い始めた。『女豹』シリーズの他にも読者からの人生相談を行っており、著書『死ななきゃわからないバカは俺が殺す』は葛谷が「人生相談のカリスマ」「聖書（バイブル）」として愛読書にするほど。
綿瀬こい（わたせ こい）
単行本6巻71話で初登場。綿矢りさのパロディー。デビュー2作目となる小説『鯖おり』で梶原有三文学賞を柏木とW受賞した女子大生作家。20歳前後。美麗な容姿とは裏腹に、意外と毒舌家で策略的思考を持っている。文才に長けており、デビュー作の『障子に妖精（フェアリー）』は、話題作を嫌い滅多に作家を褒めない柏木が「ナイーブな佳作」と評価するほど。『鯖おり』が熱帯魚と少女の物語であったことと授賞式でのてんとのツーショット写真が掲載されたことで、後にペット系雑誌に取り上げられるようになったことから、単行本7巻75話では青柳からハムスターを貰って買い始めた。後に動物エッセイ『動物絶倒』を出版し、こちらも葛谷の「聖書（バイブル）」となっている。

#### 編集部担当者・関係者
梧桐魬（ごとう はまち）
単行本3巻26話で初登場。東西出版の文芸誌『窈然』の編集者。学生時代から柏木の小説のファンである。東西出版に勤務してからは児童書部門担当であったが15年前から文芸部に異動になり、初の担当作家が柏木で以来現在まで柏木の担当を務めている。温厚な性格で、出版社の人物からは「仏の梧桐」と呼ばれている。
桂伊佐木（かつら いさき）
単行本5巻56話で初登場。帝都出版の編集者。46歳。強面で原稿の締切に厳格。22歳の頃から柏木の担当を務めている。
葛谷洲走（くずたに すばしり）
単行本5巻56話で初登場。白妖出版の編集者。明るい短髪とそばかす顔で、柏木担当の編集者の中では一番若く、非喫煙者である。毒舌で、支離滅裂な言動が多い。

### 友人関係

#### 香魚の友人・知り合い
楠木鱚（くすのき きす）
榊原鰱（さかきばら たなご）
粟野鱏（あわの えい）

#### 鯵の友人
柘植鮪（つげ まぐろ）
単行本2巻17話および単行本4巻40話に登場。鯵と同じ課の部下。28歳。硬派で真面目だが天然気質で、動物に好かれる傾向にある。桜井家でのお見合いが縁でさよりと結婚した。
萩原鯎（はぎわら うぐい）
単行本6巻62話および7巻73話に登場。鯵の大学時代の同級生で、アークワン電器の社員。AIBOに対抗したネコ型ロボット製品のニャーボを企画担当しヒットしたため、現在はキャンディトイ事業本部の部長に昇進し、食玩の新製品開発を担当している。

#### 柳葉魚の友人
柊さより（ひいらぎ さより）
単行本2巻17話および単行本4巻40話に登場。保育士で、柳葉魚が通う手芸教室の後輩。23歳。柘植とは逆に動物に嫌われる傾向が強い。桜井家でのお見合いが縁で柘植と結婚した。結婚披露宴は自身の働いている保育園で二次会を行った。

### 動物たち
リーサル
アルファ
単行本5巻51話および単行本9巻108話に登場。直立して「元気」ポーズをしたり自らの意思で飼い主の腰を揉んだり、108話では後ろ足を使ってサッカーボールをパスしたりと、動物離れした能力を持つ。飼い主と2人きりの時はかなり甘えん坊になる。
ワンワン
単行本7巻77話および単行本9巻108話に登場。シベリアンハスキー。怪我をして駐車場で寝ていたところを藤崎に保護されて以来、「今やる課」のマスコット犬として飼われている。

### 桜井家の近所の人々
樫村鮫（かしむら さめ）
単行本2巻13話および単行本9巻108話に登場。通称トリプルボギー（アウトローの連中からはシャークと呼ばれているという）。重要手配人である杉山を3年間（108話で4年間）追い続けており、鷺沢市鷺の原地区で張り込みを続けている。杉山の愛人宅の前を張り込んでいるつもりだが、愛人宅は隣町の鷲の原にあり、それに気付いていない。常に同じ場所で、しかも『探偵物語』で松田優作が演じた工藤俊作を意識した格好で張り込みを続けているため、近所の幼稚園児たちや蘇芳うるかからはストーカーと勘違いされている。
杉浦（すぎうら）
単行本5巻48話および単行本9巻108話に登場。工事現場で交通整理のバイトをしている女性。名前は明かされておらず、仕事仲間からは杉ちゃんの愛称で呼ばれている。
楓姉妹（かえでしまい）
単行本5巻49話・50話および単行本9巻108話に登場。叶姉妹のパロディー。妹は山女（やまめ）、姉は本名不明（山女からはお姉さまと呼ばれる）。てんのことを「ラインハルト」と呼ぶ。
バーバーしげまつ親子
単行本5巻51話および単行本9巻108話に登場。親子とも本名不明。2代に渡って理髪店を経営しており、現在は2代目夫婦が経営している。鯵は子供の頃は初代（「おじちゃん」と呼ばれる）によく散髪してもらっていた。
犬専門ブリーダー
単行本5巻55話および単行本9巻108話に登場。本名不明。アルファという犬を飼っている。
篠原チヌ（しのはら チヌ）
単行本6巻68話および単行本9巻108話に登場。駄菓子屋「篠原商店」（地元民からは「ばっちゃん」と呼ばれているため、店のことも「ばっちゃん店」と呼ばれている）を1人で切り盛りしている。
藤崎たかべ（ふじさき たかべ）
単行本7巻77話および単行本9巻108話に登場。市役所の「今やる課」と呼ばれる、言わば生活安全課に勤務しており、日々市民の陳情に応えている。シベリアンハスキーを保護し、ワンワンと名前を付けた。
サッカー少年
単行本8巻93話および単行本9巻108話に登場。極度のあがり症でギャラリーに見られていると思うだけで身体が動かなくなるため、チームメイトからは「フィールドの機械伯爵」と揶揄されていた。てんと一緒に練習することであがり症を克服し、レギュラーに選抜された。108話では県選抜の候補に挙げられるほど上達した模様。
蘇芳うるか（すおう うるか）
単行本8巻95巻および単行本9巻108話に登場。専業主婦。テレビ番組を生活に役立つ情報を与えてくれる素晴らしいものだと認識している。そのため、テレビの情報を全て真に受けて、家族や近所に迷惑をかけることもしばしば。